# Josef Koníček
Josef Koníček (2. října 1931, Praha – 3. dubna 2010) byl český choreograf.

## Kariéra
Vyučil se sazečem, později byl přijat na taneční konzervatoř, kterou ale nedostudoval.Jako choreograf prošel řadou divadel – Hudební divadlo Karlín, Semafor (Recital H + H, Člověk z půdy), Národní divadlo, 15 sezon strávil v Divadle ABC.
Byl také jedním z pěti spoluautorů choreografie Kouzelného cirkusu, představení divadla Laterna magika, které mělo do roku 2009 přes 6000 repríz.
Ve filmu se podílel na choreografii filmů Limonádový Joe aneb Koňská opera, Starci na chmelu, Farářův konec, Noc na Karlštejně, Dáma na kolejích, Lásky mezi kapkami deště a zhruba dalších dvaceti.
V 70. a 80. letech pracoval pro Československou televizi (např. na pořadu Televarieté).
Jako herec měl několik malých rolí především v 60. letech, nejznámější je jako jeden z trojice kytaristů a zpěváků v černém ve filmu Starci na chmelu (vedle Josefa Laufera a Petra Musila).